# La casa stregata (film 1921)
La casa stregata, nota anche come La casa dei fantasmi (The Haunted House) è una comica muta scritta, diretta e interpretata da Buster Keaton e Eddie Cline (quest'ultimo recita in una piccola parte).

## Trama
Un impiegato di banca viene rapinato da una banda che ha rifugio in una casa che loro fanno credere stregata a tutti per allontanare la gente dai loro affari. L'impiegato, fuggendo dalla polizia in seguito al fatto che varie circostanze fanno credere che il rapinatore sia lui, finisce nella casa dei rapinatori. Allora questi cominciano a spaventarlo in tutti i modi possibili, incutendogli un gran terrore: si travestono da fantasmi, fingono di decapitar la gente e così via. Quando l'impiegato capisce che è tutta una finta, smette di spaventarsi. Poi finisce nella stessa stanza del capo della banda che, prima di venire arrestato, sembra che uccida l'impiegato e pare che vada all'inferno, ma si risveglia da questo sogno.